# Stærkstrøm og svagstrøm
Ordet stærkstrøm bruges især som førsteled i sammensætninger, som f.eks. stærkstrømsanlæg, stærkstrømskabel, stærkstrøms(elektro)teknik.
Disse ord refererer til anvendelsen af elektrisk energi: hvorledes denne frembringes, forsendes til de steder hvor den bruges, og på brugsstedet omsættes til lys, mekanisk arbejde, og meget andet.
Dette i modsætning til svagstrøm, hvor elektriciteten tjener til de mange former for kommunikation.
Stærkstrømsreglementet hedder nu Stærkstrømsbekendtgørelsen.
Se også: distribueret elproduktion, energi, solenergi, Vindenergi, brændselscelle.
| Fysik | Spire Denne artikel om fysik er en spire som bør udbygges. Du er velkommen til at hjælpe Wikipedia ved at udvide den. |